# 米基廷齊 (科西夫區)
48°23′44″N 25°3′43″E / 48.39556°N 25.06194°E
米基廷齊（羅馬化：Mykytyntsi）是烏克蘭西部伊萬諾-弗蘭科夫斯克州科西夫區科西夫市鎮的村莊，始建於1375年，面積17平方公里，2001年人口829，人口密度每平方公里48.8人。